# Wrong Turn 4: Bloody Beginnings
Wrong Turn 4: Bloody Beginnings, Brasil: Pânico na Floresta 4 – Origens Sangrentas / Pânico na Neve  é um filme de terror lançado em 25 de outubro de 2011 dirigido e escrito por Declan O'Brien. O filme foi produzido pela Constantin Film e pela Summit Entertainment, e distribuído pela 20th Century Fox. As cenas do filme foram filmadas em Manitoba, Canadá e tem como elenco Jennifer Pudavick, Tenika Davis, Kaitlyn Leeb, Terra Vnesa, Dean Armstrong, Victor Zinck Jr., Ali Tataryn, Samantha Kendrick, Sean Skene, Scott Johnson e Dan Skene.

## Sinopse
Um sanatório isolado numa região deserta da Virgínia Ocidental é abandonado após uma família de canibais escaparem e se vingarem de seus carcereiros. Décadas depois, um grupo de estudantes busca refúgio no agora abandonado hospital após terem enfrentado uma nevasca que atrapalhou seus planos para o fim de semana. Mas quando os estudantes encontram na enfermaria os antigos pacientes do lugar, suas únicas opções é lutar ou morrer tentando.